# Dawid Mateusz
Dawid Mateusz (ur. 1986 w Wadowicach) – polski poeta, laureat Nagrody im. Kazimiery Iłłakowiczówny. 

## Życiorys
Laureat projektu Połów 2013 organizowanego przez Biuro Literackie. Laureat Nagrody Poetyckiej im. Kazimiery Iłłakowiczówny 2016 za najlepszy poetycki debiut roku oraz nominowany do Nagrody Literackiej Gdynia 2017 w kategorii poezja za tom Stacja wieży ciśnień. Publikował m.in. w Odrze, Wakacie, Zeszytach Poetyckich. Jego utwory były tłumaczone m.in. na angielski, czeski, ukraiński i rumuński. Mieszka w Krakowie.

## Poezja
- Połów. Poetyckie debiuty 2013 (Biuro Literackie, Wrocław 2014); antologia, wybór i redakcja: Konrad Góra i Marta Podgórnik
- Stacja wieży ciśnień (Biuro Literackie, Wrocław – Stronie Śląskie 2016)
- Zebrało się śliny (Biuro Literackie, Wrocław – Stronie Śląskie 2016); antologia, wybór: Paweł Kaczmarski i Marta Koronkiewicz